# Lomas de San Miguel II
Lomas de San Miguel II es una localidad del estado mexicano de Jalisco. Es parte del municipio de El Salto. Fue fundada el 15 de septiembre de 2013.

## Toponimia
El nombre «San Miguel» hace referencia al santo patrono de la localidad: Miguel Arcángel.

## Demografía
| Censo | Población |
| ----- | --------- |
| 2020  | 1 205     |